# Liste der Autorenbeteiligungen und Produktionen von Kristina Bach
Dies ist eine Übersicht über die Autorenbeteiligungen und Musikproduktionen der deutschen Musikerin Kristina Bach sowie ihrer Veröffentlichungen, die sie unter den Pseudonymen Christina Bach, Tina von Laredo und Wonderbra geschrieben beziehungsweise produziert hat. Zu berücksichtigen ist, dass Hitmedleys, Liveaufnahmen, Neuaufnahmen oder auch Remixe des gleichen Interpreten nicht aufgeführt werden. Ebenso werden aus Gründen der besseren Übersicht lediglich nennenswerte Coverversionen aufgeführt. Tätigkeiten als Komponist und/oder Liedtexter sind in der folgenden Tabelle unter der Spalte „Autor“ zusammengefasst worden. Für eine Übersicht aller Charterfolge siehe Kristina Bach/Diskografie.

## /
| Jahr | Titel                           | Interpret     | Autor                       | Produzent                   |
| ---- | ------------------------------- | ------------- | --------------------------- | --------------------------- |
| 1997 | … es kribbelt und es prickelt   | Kristina Bach | Grünes Häkchensymbol für ja |                             |
| 1999 | … und draußen träumt der Schnee | Kristina Bach |                             | Grünes Häkchensymbol für ja |

## #
| Jahr | Titel                                          | Interpret     | Autor                       | Produzent |
| ---- | ---------------------------------------------- | ------------- | --------------------------- | --------- |
| 2003 | 7 Night – 7 Days                               | Jeanette      | Grünes Häkchensymbol für ja |           |
| 2008 | 99,9 % Sommer                                  | Kristina Bach | Grünes Häkchensymbol für ja |           |
| 1987 | 1000 und eine Nacht (hab’ ich an dich gedacht) | Oliver Frank  | Grünes Häkchensymbol für ja |           |

## A
| Jahr | Titel                                | Interpret                                                  | Autor                       | Produzent                   |
| ---- | ------------------------------------ | ---------------------------------------------------------- | --------------------------- | --------------------------- |
| 2011 | Agenten küssen heimlich              | Die Cappuccinos                                            | Grünes Häkchensymbol für ja | Grünes Häkchensymbol für ja |
| 2011 | Alice im Wunderland                  | Die Cappuccinos                                            | Grünes Häkchensymbol für ja | Grünes Häkchensymbol für ja |
| 2013 | Alice im Wunderland                  | Helene Fischer                                             | Grünes Häkchensymbol für ja |                             |
| 2003 | All Is Said and Done                 | Martin Kesici                                              | Grünes Häkchensymbol für ja |                             |
| 2011 | Alle Sprachen der Welt               | Kristina Bach                                              | Grünes Häkchensymbol für ja | Grünes Häkchensymbol für ja |
| 2011 | Allein im Licht                      | Helene Fischer                                             | Grünes Häkchensymbol für ja |                             |
| 2010 | Alles egal                           | Helene Fischer                                             | Grünes Häkchensymbol für ja | Grünes Häkchensymbol für ja |
| 2010 | Alles Liebe meine Süße               | Die Cappuccinos                                            | Grünes Häkchensymbol für ja | Grünes Häkchensymbol für ja |
| 2005 | Alles von mir                        | Kristina Bach                                              | Grünes Häkchensymbol für ja | Grünes Häkchensymbol für ja |
| 2010 | Am Ende siegt immer die Liebe        | Michelle                                                   | Grünes Häkchensymbol für ja | Grünes Häkchensymbol für ja |
| 2006 | Am Ende sind wir stark genug         | Helene Fischer                                             | Grünes Häkchensymbol für ja |                             |
| 2000 | Amazing Grace                        | Jeanette                                                   | Grünes Häkchensymbol für ja |                             |
| 2007 | Ameisen in meinem Bauch              | Marielle                                                   | Grünes Häkchensymbol für ja |                             |
| 2010 | Amor (Dich bringt kein Wort zurück)  | Die Cappuccinos                                            | Grünes Häkchensymbol für ja | Grünes Häkchensymbol für ja |
| 1997 | Amore, amore, amore                  | Kristina Bach                                              | Grünes Häkchensymbol für ja |                             |
| 1991 | Antonio                              | Kristina Bach                                              |                             | Grünes Häkchensymbol für ja |
| 2013 | Atemlos durch die Nacht              | Helene Fischer                                             | Grünes Häkchensymbol für ja |                             |
| 2014 | Atemlos durch die Nacht              | Antonia W. & Lukas S. (Liedtitel: Atemnot in der Nacht)    | Grünes Häkchensymbol für ja |                             |
| 2014 | Atemlos durch die Nacht              | Bernd Stelter (Liedtitel: Arbeitslos durch die Nacht)      | Grünes Häkchensymbol für ja |                             |
| 2014 | Atemlos durch die Nacht              | Antenne Niedersachsen (Liedtitel: Arbeitslos in den Knast) | Grünes Häkchensymbol für ja |                             |
| 2014 | Atemlos durch die Nacht              | Ferry de Lits (Liedtitel: Ademloos door de Nacht)          | Grünes Häkchensymbol für ja |                             |
| 2014 | Atemlos durch die Nacht              | Ikke Hüftgold (Liedtitel: Hackevoll durch die Nacht)       | Grünes Häkchensymbol für ja |                             |
| 2014 | Atemlos durch die Nacht              | Kristina Bach (Liedtitel: Take a Breath)                   | Grünes Häkchensymbol für ja | Grünes Häkchensymbol für ja |
| 2014 | Atemlos durch die Nacht              | Laura Lynn (Liedtitel: Jij en ik)                          | Grünes Häkchensymbol für ja |                             |
| 2014 | Atemlos durch die Nacht              | Steffen Lukas                                              | Grünes Häkchensymbol für ja |                             |
| 2015 | Atemlos durch die Nacht              | Spongebob Schwammkopf (Liedtitel: Bargeldlos)              | Grünes Häkchensymbol für ja |                             |
| 2007 | Au revoir, au revoir                 | Marielle                                                   | Grünes Häkchensymbol für ja |                             |
| 2007 | Auf den Flügeln der Fantasie         | Patrick Lindner                                            | Grünes Häkchensymbol für ja |                             |
| 2013 | Auf der Suche nach mir               | Helene Fischer                                             | Grünes Häkchensymbol für ja |                             |
| 2002 | Auf dünnen Eis getanzt               | Kristina Bach                                              | Grünes Häkchensymbol für ja | Grünes Häkchensymbol für ja |
| 2006 | Augen wie das Meer                   | Kristina Bach                                              | Grünes Häkchensymbol für ja |                             |
| 2001 | Aus diesem Frosch wird nie ein Prinz | Oliver Thomas                                              | Grünes Häkchensymbol für ja |                             |

## B
| Jahr | Titel                                  | Interpret         | Autor                       | Produzent                   |
| ---- | -------------------------------------- | ----------------- | --------------------------- | --------------------------- |
| 2010 | Baby Samba                             | Die Cappuccinos   | Grünes Häkchensymbol für ja | Grünes Häkchensymbol für ja |
| 2003 | Bad Girl                               | Jeanette          | Grünes Häkchensymbol für ja |                             |
| 2004 | Baila, baila, baila                    | Kristina Bach     | Grünes Häkchensymbol für ja |                             |
| 2009 | Barfuß im Scherbenmeer                 | Michelle          | Grünes Häkchensymbol für ja | Grünes Häkchensymbol für ja |
| 2009 | Barfuß im Schnee                       | Kristina Bach     | Grünes Häkchensymbol für ja | Grünes Häkchensymbol für ja |
| 2000 | Be in Heaven                           | Jeanette          | Grünes Häkchensymbol für ja |                             |
| 2002 | Bestell ihm schöne Grüße               | Kristina Bach     | Grünes Häkchensymbol für ja | Grünes Häkchensymbol für ja |
| 2009 | Bevor du einschläfst (sag es mir)      | Kristina Bach     | Grünes Häkchensymbol für ja | Grünes Häkchensymbol für ja |
| 2006 | Bin kein Engel                         | Kristina Bach     | Grünes Häkchensymbol für ja |                             |
| 2009 | Bis unser Leuchtturm nicht mehr brennt | Kristina Bach     | Grünes Häkchensymbol für ja | Grünes Häkchensymbol für ja |
| 2011 | Bis zur Sonne                          | Annemarie Eilfeld | Grünes Häkchensymbol für ja | Grünes Häkchensymbol für ja |
| 2011 | Bleib                                  | Annemarie Eilfeld | Grünes Häkchensymbol für ja | Grünes Häkchensymbol für ja |
| 2002 | Bolero d’amore                         | Fernando Express  | Grünes Häkchensymbol für ja |                             |
| 1993 | Bossa nova                             | Michelle          | Grünes Häkchensymbol für ja |                             |
| 2003 | Burning Alive                          | Jeanette          | Grünes Häkchensymbol für ja |                             |
| 2011 | Bye Bye Bye                            | Annemarie Eilfeld | Grünes Häkchensymbol für ja | Grünes Häkchensymbol für ja |

## C
| Jahr | Titel              | Interpret        | Autor                       | Produzent                   |
| ---- | ------------------ | ---------------- | --------------------------- | --------------------------- |
| 2007 | Café au lait       | Marielle         | Grünes Häkchensymbol für ja |                             |
| 2001 | Call Me Jeany      | Jeanette         | Grünes Häkchensymbol für ja |                             |
| 2000 | Can’t Let You Go   | Jeanette         | Grünes Häkchensymbol für ja |                             |
| 2001 | Can’t Wait         | Jeanette         | Grünes Häkchensymbol für ja |                             |
| 2001 | Carneval Brazil    | Oliver Thomas    | Grünes Häkchensymbol für ja |                             |
| 2000 | Casanova           | Fernando Express | Grünes Häkchensymbol für ja |                             |
| 2014 | Casanova           | Kristina Bach    | Grünes Häkchensymbol für ja | Grünes Häkchensymbol für ja |
| 2001 | Ciao ciao, Bye Bye | Kristina Bach    | Grünes Häkchensymbol für ja |                             |
| 2002 | Cinderella         | Jeanette         | Grünes Häkchensymbol für ja |                             |

## D
| Jahr | Titel                                          | Interpret                                               | Autor                       | Produzent                   |
| ---- | ---------------------------------------------- | ------------------------------------------------------- | --------------------------- | --------------------------- |
| 1995 | Dann bist du für mich da                       | Kristina Bach                                           | Grünes Häkchensymbol für ja |                             |
| 1999 | Das fühlt sich gut an                          | Kristina Bach                                           | Grünes Häkchensymbol für ja |                             |
| 2011 | Das geht noch immer unter die Haut             | Kristina Bach                                           | Grünes Häkchensymbol für ja | Grünes Häkchensymbol für ja |
| 2009 | Das letzte Wort hat die Liebe                  | Helene Fischer                                          | Grünes Häkchensymbol für ja |                             |
| 1999 | Das tut heimlich weh                           | Jeanette                                                | Grünes Häkchensymbol für ja |                             |
| 2001 | Davon stirbt man nicht                         | Kristina Bach                                           | Grünes Häkchensymbol für ja |                             |
| 2001 | Deep in My Heart                               | Jeanette                                                | Grünes Häkchensymbol für ja |                             |
| 1995 | Dein kleiner Engel schweigt                    | Michelle                                                | Grünes Häkchensymbol für ja |                             |
| 2014 | Dein vielleicht hat nicht gereicht             | Kristina Bach                                           | Grünes Häkchensymbol für ja | Grünes Häkchensymbol für ja |
| 2010 | Deine Hände spielen eine Sinfonie              | Michelle                                                | Grünes Häkchensymbol für ja | Grünes Häkchensymbol für ja |
| 2006 | Deine Spuren sind in mir                       | Kristina Bach                                           | Grünes Häkchensymbol für ja |                             |
| 1994 | Deine unverschämte Zärtlichkeit                | Kristina Bach                                           | Grünes Häkchensymbol für ja |                             |
| 2006 | Der erste Regen                                | Kristina Bach                                           | Grünes Häkchensymbol für ja |                             |
| 2009 | Der letzte Schmetterling (Fly Away)            | Kristina Bach                                           | Grünes Häkchensymbol für ja | Grünes Häkchensymbol für ja |
| 2014 | Der letzte Stern                               | Kristina Bach                                           | Grünes Häkchensymbol für ja | Grünes Häkchensymbol für ja |
| 2006 | Der Mann, der freitags nur kann                | Kristina Bach                                           | Grünes Häkchensymbol für ja |                             |
| 2009 | Der Wahnsinn spielt verrückt                   | Kristina Bach                                           | Grünes Häkchensymbol für ja | Grünes Häkchensymbol für ja |
| 2007 | Der Wunsch nach Menschlichkeit                 | Patrick Lindner                                         | Grünes Häkchensymbol für ja |                             |
| 2006 | Die 1002. Nacht                                | Kristina Bach                                           | Grünes Häkchensymbol für ja |                             |
| 2011 | Die Bühne bleibt heute ohne Licht              | Die Cappuccinos                                         | Grünes Häkchensymbol für ja | Grünes Häkchensymbol für ja |
| 1999 | Die Engel sind los                             | Kristina Bach                                           | Grünes Häkchensymbol für ja | Grünes Häkchensymbol für ja |
| 2004 | Die Erde hat mich wieder                       | Kristina Bach                                           | Grünes Häkchensymbol für ja | Grünes Häkchensymbol für ja |
| 2009 | Die Flügel meiner Ma                           | Michelle                                                | Grünes Häkchensymbol für ja | Grünes Häkchensymbol für ja |
| 2010 | Die letzte kleine Insel                        | Kristina Bach                                           | Grünes Häkchensymbol für ja | Grünes Häkchensymbol für ja |
| 2012 | Die Nacht wird mein Geheimnis sein             | Monika Martin                                           | Grünes Häkchensymbol für ja |                             |
| 2010 | Die Sonne hat den Mond verführt                | Kristina Bach                                           | Grünes Häkchensymbol für ja | Grünes Häkchensymbol für ja |
| 2000 | Die weißen Segel von Santa Monica              | Fernando Express                                        | Grünes Häkchensymbol für ja |                             |
| 2008 | Die Zauberinsel                                | Fernando Express                                        | Grünes Häkchensymbol für ja |                             |
| 1995 | Dieses 100 000-Volt-Gefühl                     | Michelle                                                | Grünes Häkchensymbol für ja |                             |
| 2002 | Don’t Treat Me Badly                           | Jeanette                                                | Grünes Häkchensymbol für ja |                             |
| 1995 | Dornröschen ist aufgewacht                     | Michelle                                                | Grünes Häkchensymbol für ja |                             |
| 2011 | Dreht deine Welt sich noch?                    | Kristina Bach                                           | Grünes Häkchensymbol für ja | Grünes Häkchensymbol für ja |
| 1992 | Drei kleine große Worte                        | Michelle                                                | Grünes Häkchensymbol für ja |                             |
| 2011 | Du bist doch nicht zum Tanzen hier             | Die Cappuccinos                                         | Grünes Häkchensymbol für ja | Grünes Häkchensymbol für ja |
| 2004 | Du bist verrückt, dass du mich liebst          | Kristina Bach                                           | Grünes Häkchensymbol für ja |                             |
| 2009 | Du bist verrückt, dass du mich liebst          | Nathalie Tané (Liedtitel: Elke keer (als jij me kust))  | Grünes Häkchensymbol für ja |                             |
| 2001 | Du gehst mir langsam unter die Haut            | Kristina Bach                                           | Grünes Häkchensymbol für ja |                             |
| 1999 | Du hast den Weihnachtsmann geküßt              | Kristina Bach                                           | Grünes Häkchensymbol für ja | Grünes Häkchensymbol für ja |
| 1997 | Du hast ein Lächeln                            | Ireen Sheer                                             | Grünes Häkchensymbol für ja |                             |
| 2004 | Du machst eine Frau erst zur Frau              | Kristina Bach                                           | Grünes Häkchensymbol für ja |                             |
| 1999 | Du musst durch den Winter gehn                 | Kristina Bach                                           | Grünes Häkchensymbol für ja | Grünes Häkchensymbol für ja |
| 1999 | Du reißt mich hin                              | André Stade                                             | Grünes Häkchensymbol für ja |                             |
| 1997 | Du schläfst in mir                             | Kristina Bach                                           | Grünes Häkchensymbol für ja |                             |
| 2006 | Du triffst mitten ins Herz                     | Helene Fischer                                          | Grünes Häkchensymbol für ja |                             |
| 1991 | Du und ich (vielleicht ein Traum)              | Kristina Bach                                           | Grünes Häkchensymbol für ja |                             |
| 2009 | Du warst doch mal mein Mann                    | Kristina Bach                                           | Grünes Häkchensymbol für ja | Grünes Häkchensymbol für ja |
| 1997 | Du weckst Gefühle                              | Andrea Berg                                             | Grünes Häkchensymbol für ja |                             |
| 1999 | Du wirst das Eis brennen sehn                  | Kristina Bach                                           | Grünes Häkchensymbol für ja | Grünes Häkchensymbol für ja |
| 1997 | Durch die Sehnsucht einer Nacht geh ich allein | Kristina Bach                                           | Grünes Häkchensymbol für ja |                             |
| 1999 | Durch die Sehnsucht einer Nacht geh ich allein | Kristina Bach (Liedtitel: Liebe zündet Wunderkerzen an) | Grünes Häkchensymbol für ja | Grünes Häkchensymbol für ja |

## E
| Jahr | Titel                               | Interpret                        | Autor                       | Produzent                   |
| ---- | ----------------------------------- | -------------------------------- | --------------------------- | --------------------------- |
| 1999 | Ein bisschen Hollywood              | Kristina Bach                    | Grünes Häkchensymbol für ja |                             |
| 2007 | Ein Engel weint                     | Marielle                         | Grünes Häkchensymbol für ja |                             |
| 2007 | Ein Gefühl wie Weihnachten          | Kristina Bach & Patrick Lindner  | Grünes Häkchensymbol für ja |                             |
| 1997 | Ein Hauch Jamaica                   | Kristina Bach                    | Grünes Häkchensymbol für ja |                             |
| 1988 | Ein kleines Lied                    | Kristina Bach                    | Grünes Häkchensymbol für ja |                             |
| 2007 | Ein neuer Morgen kommt bestimmt     | Kristina Bach                    | Grünes Häkchensymbol für ja |                             |
| 1999 | Ein paar Tränen                     | Kristina Bach                    | Grünes Häkchensymbol für ja |                             |
| 2009 | Ein Sonntag im Pyjama               | Kristina Bach                    | Grünes Häkchensymbol für ja | Grünes Häkchensymbol für ja |
| 1998 | Ein weißes Schloss am blauen See    | Kristina Bach                    |                             | Grünes Häkchensymbol für ja |
| 2011 | Eine Nacht allein mit dir           | Die Cappuccinos                  | Grünes Häkchensymbol für ja | Grünes Häkchensymbol für ja |
| 1995 | Eine Reise in die Zärtlichkeit      | Michelle                         | Grünes Häkchensymbol für ja |                             |
| 2006 | Einfach reden oder so               | Helene Fischer                   |                             | Grünes Häkchensymbol für ja |
| 2006 | Einfach reden oder so               | Helene Fischer feat. Sean Reeves | Grünes Häkchensymbol für ja |                             |
| 2009 | Einmal berührt – für immer verführt | Helene Fischer                   | Grünes Häkchensymbol für ja |                             |
| 2002 | El gitano                           | Fernando Express                 | Grünes Häkchensymbol für ja |                             |
| 2011 | Endlos tief                         | Kristina Bach                    | Grünes Häkchensymbol für ja | Grünes Häkchensymbol für ja |
| 2014 | Engel auf Wolke sieben              | Die Cappuccinos                  | Grünes Häkchensymbol für ja |                             |
| 2006 | Engel geh’n durch Feuer             | Helene Fischer                   | Grünes Häkchensymbol für ja |                             |
| 2000 | Enjoy (Me)                          | Jeanette                         | Grünes Häkchensymbol für ja |                             |
| 1995 | Er nannte sie „My Baby Jane“        | Michelle                         | Grünes Häkchensymbol für ja |                             |
| 2010 | Er war mein schönstes Accessoire    | Kristina Bach                    | Grünes Häkchensymbol für ja | Grünes Häkchensymbol für ja |
| 1993 | Erste Sehnsucht                     | Michelle                         | Grünes Häkchensymbol für ja |                             |
| 2010 | Es muss immer alles wild sein       | Kristina Bach & Giuliana         | Grünes Häkchensymbol für ja | Grünes Häkchensymbol für ja |

## F
| Jahr | Titel                                     | Interpret             | Autor                       | Produzent                   |
| ---- | ----------------------------------------- | --------------------- | --------------------------- | --------------------------- |
| 2006 | Feier dich ohne mich                      | Kristina Bach         | Grünes Häkchensymbol für ja |                             |
| 2014 | Feier die Sünde                           | Kristina Bach         | Grünes Häkchensymbol für ja | Grünes Häkchensymbol für ja |
| 2009 | Feuer der Gefühle                         | Die Cappuccinos       | Grünes Häkchensymbol für ja |                             |
| 2011 | Feuer und Tränen                          | Die Cappuccinos       | Grünes Häkchensymbol für ja | Grünes Häkchensymbol für ja |
| 2013 | Feuerwerk                                 | Helene Fischer        | Grünes Häkchensymbol für ja | Grünes Häkchensymbol für ja |
| 2000 | Fiesta cubana                             | Fernando Express      | Grünes Häkchensymbol für ja |                             |
| 2008 | Fiesta de la luna                         | Hansi Hinterseer      | Grünes Häkchensymbol für ja |                             |
| 2017 | Flieger                                   | Helene Fischer        | Grünes Häkchensymbol für ja |                             |
| 2002 | Fliegst du mit mir zu den Sternen         | Kristina Bach         | Grünes Häkchensymbol für ja |                             |
| 2002 | Flight Tonight                            | Jeanette              | Grünes Häkchensymbol für ja |                             |
| 2011 | Flügel                                    | Annemarie Eilfeld     | Grünes Häkchensymbol für ja | Grünes Häkchensymbol für ja |
| 2003 | Forever and Ever                          | Jeanette              | Grünes Häkchensymbol für ja |                             |
| 2010 | Frau im Spiegel                           | Michelle              | Grünes Häkchensymbol für ja | Grünes Häkchensymbol für ja |
| 1997 | Freche Frauen                             | Kristina Bach         | Grünes Häkchensymbol für ja |                             |
| 1999 | Freu dich!                                | Kristina Bach & Lucca | Grünes Häkchensymbol für ja | Grünes Häkchensymbol für ja |
| 2007 | Frieden für diese Welt                    | Kristina Bach         | Grünes Häkchensymbol für ja |                             |
| 2007 | Frohes, neues Jahr ihr Lieben             | Kristina Bach         | Grünes Häkchensymbol für ja |                             |
| 2010 | Für den Sternenhimmel hat es nie gereicht | Die Cappuccinos       | Grünes Häkchensymbol für ja | Grünes Häkchensymbol für ja |

## G
| Jahr | Titel                           | Interpret                       | Autor                       | Produzent                   |
| ---- | ------------------------------- | ------------------------------- | --------------------------- | --------------------------- |
| 2009 | Gäb es Venedig nicht            | Die Paldauer                    | Grünes Häkchensymbol für ja |                             |
| 2008 | Ganz einfach was Verrücktes tun | Stefanie Hertel                 | Grünes Häkchensymbol für ja |                             |
| 2009 | Gefallener Engel                | Michelle                        | Grünes Häkchensymbol für ja | Grünes Häkchensymbol für ja |
| 2009 | Gegen tausend Wände             | Michelle                        | Grünes Häkchensymbol für ja | Grünes Häkchensymbol für ja |
| 2014 | Geh nicht heim                  | Kristina Bach                   | Grünes Häkchensymbol für ja | Grünes Häkchensymbol für ja |
| 1993 | Geh nie vorbei                  | Kristina Bach                   | Grünes Häkchensymbol für ja |                             |
| 2011 | Geht auch                       | Annemarie Eilfeld               | Grünes Häkchensymbol für ja | Grünes Häkchensymbol für ja |
| 2010 | Gemeinsam sind wir schwach      | Kristina Bach                   | Grünes Häkchensymbol für ja | Grünes Häkchensymbol für ja |
| 1997 | Gib nicht auf                   | Drafi Deutscher & Kristina Bach | Grünes Häkchensymbol für ja |                             |
| 2005 | Gib nicht auf                   | Kristina Bach                   | Grünes Häkchensymbol für ja | Grünes Häkchensymbol für ja |
| 2011 | Gib nicht auf                   | Kristina Bach & Friends         | Grünes Häkchensymbol für ja | Grünes Häkchensymbol für ja |
| 2014 | Gib nicht auf                   | Michelle                        | Grünes Häkchensymbol für ja |                             |
| 2001 | Glaub’ an dich                  | Kristina Bach                   | Grünes Häkchensymbol für ja |                             |
| 2007 | Glut und Eis                    | Kristina Bach                   | Grünes Häkchensymbol für ja |                             |
| 2000 | Go Back…                        | Jeanette                        | Grünes Häkchensymbol für ja |                             |
| 2009 | Goodbye Michelle                | Michelle                        | Grünes Häkchensymbol für ja | Grünes Häkchensymbol für ja |

## H
| Jahr | Titel                               | Interpret                                            | Autor                       | Produzent                   |
| ---- | ----------------------------------- | ---------------------------------------------------- | --------------------------- | --------------------------- |
| 2008 | Hab den Himmel berührt              | Helene Fischer                                       | Grünes Häkchensymbol für ja |                             |
| 2011 | Hab dich im Gefühl                  | Die Cappuccinos                                      | Grünes Häkchensymbol für ja | Grünes Häkchensymbol für ja |
| 2007 | Hab einen Traum                     | Kristina Bach                                        | Grünes Häkchensymbol für ja |                             |
| 2009 | Hallo hallo kleine Fee              | Michelle                                             | Grünes Häkchensymbol für ja | Grünes Häkchensymbol für ja |
| 2001 | Happiness                           | Jeanette                                             | Grünes Häkchensymbol für ja |                             |
| 2006 | Harem (hörst du den Wind)           | Kristina Bach                                        | Grünes Häkchensymbol für ja |                             |
| 2001 | Hast du heute schon geküsst         | Oliver Thomas                                        | Grünes Häkchensymbol für ja |                             |
| 2002 | Hast du heute schon geküsst         | Grad Damen (Liedtitel: Heb ik jou niet eens gekust?) | Grünes Häkchensymbol für ja |                             |
| 2011 | Hat die Welt auf uns gewartet       | Annemarie Eilfeld                                    | Grünes Häkchensymbol für ja | Grünes Häkchensymbol für ja |
| 2007 | Hätt’ ich nur ein’ Wunsch frei      | Kristina Bach                                        | Grünes Häkchensymbol für ja |                             |
| 2002 | Heartbeat                           | Jeanette                                             | Grünes Häkchensymbol für ja |                             |
| 2002 | Heaven Can’t Lie                    | Jeanette                                             | Grünes Häkchensymbol für ja |                             |
| 2010 | Heaven Is Here                      | Helene Fischer                                       | Grünes Häkchensymbol für ja |                             |
| 2014 | Heißgeliebt                         | Kristina Bach                                        | Grünes Häkchensymbol für ja | Grünes Häkchensymbol für ja |
| 1995 | Helden hab’ ich nie gesucht         | Michelle                                             | Grünes Häkchensymbol für ja |                             |
| 2010 | Herzalarm (SOS)                     | Kristina Bach                                        | Grünes Häkchensymbol für ja | Grünes Häkchensymbol für ja |
| 1993 | Herzklopfen                         | Michelle                                             | Grünes Häkchensymbol für ja |                             |
| 1995 | Heut Nacht                          | Kristina Bach                                        | Grünes Häkchensymbol für ja |                             |
| 2011 | Heut Nacht                          | Annemarie Eilfeld                                    | Grünes Häkchensymbol für ja | Grünes Häkchensymbol für ja |
| 2000 | Heut steppt der Bär                 | Stefanie Hertel                                      | Grünes Häkchensymbol für ja |                             |
| 2001 | Hey Schatz, du bist der Wahnsinn    | Oliver Thomas                                        | Grünes Häkchensymbol für ja |                             |
| 2003 | Highflyer                           | Jeanette                                             | Grünes Häkchensymbol für ja |                             |
| 2003 | Himalaya                            | Jeanette                                             | Grünes Häkchensymbol für ja |                             |
| 2004 | Himalaya                            | Kristina Bach                                        | Grünes Häkchensymbol für ja |                             |
| 2007 | Hinter den Tränen                   | Helene Fischer                                       | Grünes Häkchensymbol für ja |                             |
| 2003 | Hold the Line                       | Jeanette                                             | Grünes Häkchensymbol für ja |                             |
| 2001 | Hör mal, ob dein Herz noch schlägt  | Kristina Bach                                        | Grünes Häkchensymbol für ja |                             |
| 1995 | Hörst du denn noch immer Al Martino | Kristina Bach                                        | Grünes Häkchensymbol für ja |                             |
| 1988 | House of the Rising Sun             | Kristina Bach                                        | Grünes Häkchensymbol für ja |                             |
| 2001 | How It’s Got to Be                  | Jeanette                                             | Grünes Häkchensymbol für ja |                             |

## I
| Jahr | Titel                                 | Interpret                          | Autor                       | Produzent                   |
| ---- | ------------------------------------- | ---------------------------------- | --------------------------- | --------------------------- |
| 2002 | I Love You (la da di da dam dam da)   | Kristina Bach                      | Grünes Häkchensymbol für ja | Grünes Häkchensymbol für ja |
| 2000 | I Won’t Think Twice                   | Jeanette                           | Grünes Häkchensymbol für ja |                             |
| 2009 | Ich brauch’ das Gefühl                | Helene Fischer                     | Grünes Häkchensymbol für ja |                             |
| 2007 | Ich glaub dir hundert Lügen           | Helene Fischer                     | Grünes Häkchensymbol für ja |                             |
| 2011 | Ich glaub dir hundert Lügen           | Lindsay (Liedtitel: Ondersteboven) | Grünes Häkchensymbol für ja |                             |
| 1989 | Ich hab’ geträumt                     | Kristina Bach                      | Grünes Häkchensymbol für ja |                             |
| 1997 | Ich hab noch eine Kuschelrock zu Haus | Kristina Bach                      | Grünes Häkchensymbol für ja |                             |
| 1989 | Ich komm um vor Einsamkeit            | Kristina Bach                      | Grünes Häkchensymbol für ja |                             |
| 1999 | Ich leb auch ohne dich ganz gut       | Uta Bresan                         | Grünes Häkchensymbol für ja |                             |
| 1991 | Ich lieb’ dich immer noch             | Kristina Bach                      | Grünes Häkchensymbol für ja |                             |
| 2010 | Ich mach dich zur Königin             | Die Cappuccinos                    | Grünes Häkchensymbol für ja | Grünes Häkchensymbol für ja |
| 1993 | Ich muß verrückt sein                 | Kristina Bach                      | Grünes Häkchensymbol für ja |                             |
| 2008 | Ich sage ja                           | Angelika Milster                   | Grünes Häkchensymbol für ja |                             |
| 1997 | Ich schenk dir meine Gänsehaut        | Kristina Bach                      | Grünes Häkchensymbol für ja |                             |
| 2004 | Ich schieß dich auf den Mond          | Kristina Bach                      | Grünes Häkchensymbol für ja |                             |
| 2004 | Ich tanz allein                       | Kristina Bach                      | Grünes Häkchensymbol für ja |                             |
| 2007 | Ich tanz im Regen                     | Marielle                           | Grünes Häkchensymbol für ja |                             |
| 1999 | Ich tauch’ in deine Wärme             | Kristina Bach                      | Grünes Häkchensymbol für ja |                             |
| 2014 | Ich tu’s mit dir                      | Kristina Bach                      | Grünes Häkchensymbol für ja | Grünes Häkchensymbol für ja |
| 2011 | Ich vermisse dich                     | Kristina Bach                      | Grünes Häkchensymbol für ja | Grünes Häkchensymbol für ja |
| 2009 | Ich wär’ so gern unvernünftig         | Kristina Bach                      | Grünes Häkchensymbol für ja | Grünes Häkchensymbol für ja |
| 2003 | Ich will…                             | Bernhard Brink                     | Grünes Häkchensymbol für ja |                             |
| 2008 | Ich will nur tanzen                   | Kristina Bach                      | Grünes Häkchensymbol für ja |                             |
| 2011 | Ich will spüren, dass ich lebe        | Helene Fischer                     | Grünes Häkchensymbol für ja |                             |
| 2007 | Ich wünsch dir mehr Zeit              | Patrick Lindner                    | Grünes Häkchensymbol für ja |                             |
| 2008 | Ik schrijf jouw naam op alle muren    | Christoff                          | Grünes Häkchensymbol für ja |                             |
| 2002 | Im Cabrio nach irgendwo               | Fernando Express                   | Grünes Häkchensymbol für ja |                             |
| 1997 | Im Feuer der Nacht                    | Andrea Berg                        | Grünes Häkchensymbol für ja |                             |
| 2011 | Im Prinzip                            | Annemarie Eilfeld                  | Grünes Häkchensymbol für ja | Grünes Häkchensymbol für ja |
| 2002 | Irgendwann war es doch Liebe          | Kristina Bach                      | Grünes Häkchensymbol für ja | Grünes Häkchensymbol für ja |
| 1994 | Irren ist männlich                    | Kristina Bach                      | Grünes Häkchensymbol für ja |                             |
| 2003 | It’s Over Now                         | Jeanette                           | Grünes Häkchensymbol für ja |                             |

## J
| Jahr | Titel                                 | Interpret     | Autor                       | Produzent                   |
| ---- | ------------------------------------- | ------------- | --------------------------- | --------------------------- |
| 1995 | Jamaica Blue                          | Michelle      | Grünes Häkchensymbol für ja |                             |
| 2002 | Jean                                  | Jeanette      | Grünes Häkchensymbol für ja |                             |
| 2009 | Jeder sucht seinen Weg zu den Sternen | Kristina Bach | Grünes Häkchensymbol für ja | Grünes Häkchensymbol für ja |
| 2004 | Jedes Mal                             | Kristina Bach | Grünes Häkchensymbol für ja |                             |
| 2014 | Jetzt geht die Nacht erst los         | Kristina Bach | Grünes Häkchensymbol für ja | Grünes Häkchensymbol für ja |
| 2006 | Jimmy, ich hab dich geliebt           | Kristina Bach | Grünes Häkchensymbol für ja |                             |

## K
| Jahr | Titel                         | Interpret                                     | Autor                       | Produzent                   |
| ---- | ----------------------------- | --------------------------------------------- | --------------------------- | --------------------------- |
| 2014 | Kaffee ohne Koffein           | Kristina Bach                                 | Grünes Häkchensymbol für ja | Grünes Häkchensymbol für ja |
| 1995 | Katzenaugen                   | Kristina Bach                                 | Grünes Häkchensymbol für ja |                             |
| 2011 | Keine Angst zu fliegen        | Annemarie Eilfeld                             | Grünes Häkchensymbol für ja | Grünes Häkchensymbol für ja |
| 2004 | Keine Nacht war zu viel       | Kristina Bach                                 | Grünes Häkchensymbol für ja | Grünes Häkchensymbol für ja |
| 2003 | Kick Up the Fire              | Jeanette                                      | Grünes Häkchensymbol für ja |                             |
| 1995 | Kleine Seelenfeuer            | Michelle                                      | Grünes Häkchensymbol für ja |                             |
| 2007 | Kleiner Prinz                 | Patrick Lindner                               | Grünes Häkchensymbol für ja |                             |
| 2011 | Komm unter meinen Regenschirm | Die Cappuccinos                               | Grünes Häkchensymbol für ja | Grünes Häkchensymbol für ja |
| 2008 | König der Herzen              | Helene Fischer                                | Grünes Häkchensymbol für ja |                             |
| 2009 | König der Herzen              | Lindsay (Liedtitel: De prins van mijn dromen) | Grünes Häkchensymbol für ja |                             |
| 2010 | Königin und König             | Michelle                                      | Grünes Häkchensymbol für ja | Grünes Häkchensymbol für ja |
| 1995 | Kopfüber in die Nacht         | Michelle                                      | Grünes Häkchensymbol für ja |                             |
| 2013 | Kopfüber in die Nacht         | Tobee                                         | Grünes Häkchensymbol für ja |                             |
| 2007 | Kribbeln                      | Marielle                                      | Grünes Häkchensymbol für ja |                             |
| 1999 | Küss mich mal richtig         | Kristina Bach                                 | Grünes Häkchensymbol für ja |                             |
| 2008 | Küss mich, küss mich          | Kristina Bach                                 | Grünes Häkchensymbol für ja |                             |
| 2009 | Küss mich, küss mich          | Lindsay (Liedtitel: Kus me)                   | Grünes Häkchensymbol für ja |                             |

## L
| Jahr | Titel                             | Interpret                                         | Autor                       | Produzent                   |
| ---- | --------------------------------- | ------------------------------------------------- | --------------------------- | --------------------------- |
| 2007 | Languir d’amour                   | Marielle                                          | Grünes Häkchensymbol für ja |                             |
| 2010 | Lass die Erde in Flammen stehen   | Die Cappuccinos                                   | Grünes Häkchensymbol für ja | Grünes Häkchensymbol für ja |
| 2011 | Lass diese Nacht nie mehr enden   | Helene Fischer                                    | Grünes Häkchensymbol für ja |                             |
| 2008 | Lass mich in dein Leben           | Helene Fischer                                    | Grünes Häkchensymbol für ja |                             |
| 2009 | Lass mich in dein Leben           | Laura Lynn (Liedtitel: Laat me in je leven)       | Grünes Häkchensymbol für ja |                             |
| 2010 | Lass mich in dein Leben           | Helene Fischer (Liedtitel: You’re My Destination) | Grünes Häkchensymbol für ja |                             |
| 2004 | Leb dein Gefühl                   | Kristina Bach                                     | Grünes Häkchensymbol für ja |                             |
| 2007 | Leben will ich nur mit dir        | Mireille Mathieu                                  | Grünes Häkchensymbol für ja |                             |
| 2008 | Leben, lieben, träumen            | Stefanie Hertel                                   | Grünes Häkchensymbol für ja |                             |
| 2009 | Leg’ mal die Füße hoch            | Kristina Bach                                     | Grünes Häkchensymbol für ja | Grünes Häkchensymbol für ja |
| 2002 | Let’s Party Tonight               | Jeanette                                          | Grünes Häkchensymbol für ja |                             |
| 2010 | Leuchtturm am Meer                | Die Cappuccinos                                   | Grünes Häkchensymbol für ja | Grünes Häkchensymbol für ja |
| 2014 | Liebe dieses Leben                | Kristina Bach                                     | Grünes Häkchensymbol für ja | Grünes Häkchensymbol für ja |
| 1996 | Liebe schweigt, bevor sie spricht | Stefan Moll                                       | Grünes Häkchensymbol für ja |                             |
| 2010 | Liebe zum Leben                   | Kristina Bach                                     | Grünes Häkchensymbol für ja | Grünes Häkchensymbol für ja |
| 2012 | Liebe, was sonst                  | Stefan Moll                                       | Grünes Häkchensymbol für ja |                             |
| 2007 | Lieber Gott (kriegst du das hin)  | Marielle                                          | Grünes Häkchensymbol für ja |                             |
| 2011 | Lisa du lügst so schön            | Die Cappuccinos                                   | Grünes Häkchensymbol für ja | Grünes Häkchensymbol für ja |
| 2002 | Love from Start to Finish         | Jeanette                                          | Grünes Häkchensymbol für ja |                             |
| 2001 | Luder                             | Kristina Bach                                     | Grünes Häkchensymbol für ja |                             |

## M
| Jahr | Titel                               | Interpret                             | Autor                       | Produzent                   |
| ---- | ----------------------------------- | ------------------------------------- | --------------------------- | --------------------------- |
| 2002 | Mach das noch einmal                | Kristina Bach                         | Grünes Häkchensymbol für ja | Grünes Häkchensymbol für ja |
| 2010 | Mach ich mich zum Clown             | Die Cappuccinos                       | Grünes Häkchensymbol für ja | Grünes Häkchensymbol für ja |
| 2003 | Make Love                           | Jeanette                              | Grünes Häkchensymbol für ja |                             |
| 2007 | Maman, ich will nur tanzen          | Marielle                              | Grünes Häkchensymbol für ja |                             |
| 2006 | Manchmal kommt die Liebe einfach so | Helene Fischer                        | Grünes Häkchensymbol für ja |                             |
| 1995 | Manchmal stürzt die Seele ab        | Kristina Bach                         | Grünes Häkchensymbol für ja |                             |
| 2010 | Manege frei für mein Gefühl         | Michelle                              | Grünes Häkchensymbol für ja | Grünes Häkchensymbol für ja |
| 1991 | Maria Dolores                       | Heike Schäfer                         | Grünes Häkchensymbol für ja |                             |
| 1999 | Marias Lied (Ave Maria)             | Kristina Bach                         | Grünes Häkchensymbol für ja | Grünes Häkchensymbol für ja |
| 2011 | Marie er liebt dich noch            | Die Cappuccinos                       | Grünes Häkchensymbol für ja | Grünes Häkchensymbol für ja |
| 2001 | May Day                             | Jeanette                              | Grünes Häkchensymbol für ja |                             |
| 2007 | Mein allerschönstes Weihnachtslied  | Patrick Lindner                       | Grünes Häkchensymbol für ja |                             |
| 2007 | Mein Herz macht bum                 | Marielle                              | Grünes Häkchensymbol für ja |                             |
| 1999 | Mein kleiner Prinz                  | Kristina Bach mit Jeanette Biedermann | Grünes Häkchensymbol für ja | Grünes Häkchensymbol für ja |
| 1997 | Mein Weg                            | Kristina Bach                         | Grünes Häkchensymbol für ja |                             |
| 2011 | Meine Seele fängt niemand ein       | Kristina Bach                         | Grünes Häkchensymbol für ja | Grünes Häkchensymbol für ja |
| 2014 | Mick Jagger                         | Kristina Bach                         | Grünes Häkchensymbol für ja | Grünes Häkchensymbol für ja |
| 2004 | Mister Big                          | Kristina Bach                         | Grünes Häkchensymbol für ja |                             |
| 2003 | Mr. Big                             | Jeanette                              | Grünes Häkchensymbol für ja |                             |
| 2001 | My Guy                              | Jeanette                              | Grünes Häkchensymbol für ja |                             |
| 2003 | Mystery                             | Jeanette                              | Grünes Häkchensymbol für ja |                             |

## N
| Jahr | Titel                              | Interpret                           | Autor                       | Produzent                   |
| ---- | ---------------------------------- | ----------------------------------- | --------------------------- | --------------------------- |
| 2010 | Navi für dein Herz                 | Kristina Bach feat. Maria Magdalena | Grünes Häkchensymbol für ja | Grünes Häkchensymbol für ja |
| 2011 | Nicht in dich verliebt             | Annemarie Eilfeld                   | Grünes Häkchensymbol für ja | Grünes Häkchensymbol für ja |
| 1996 | Nichts ohne dich und alles mit dir | Stefan Moll                         | Grünes Häkchensymbol für ja |                             |
| 2004 | No Eternity                        | Jeanette                            | Grünes Häkchensymbol für ja |                             |
| 2001 | No Love                            | Jeanette                            | Grünes Häkchensymbol für ja |                             |
| 2002 | No More Tears                      | Jeanette                            | Grünes Häkchensymbol für ja |                             |
| 2001 | No Style!                          | Jeanette                            | Grünes Häkchensymbol für ja |                             |
| 1993 | Nur bei dir                        | Kristina Bach                       | Grünes Häkchensymbol für ja |                             |
| 2009 | Nur noch dieses Lied               | Michelle                            | Grünes Häkchensymbol für ja | Grünes Häkchensymbol für ja |

## O
| Jahr | Titel                                    | Interpret       | Autor                       | Produzent                   |
| ---- | ---------------------------------------- | --------------- | --------------------------- | --------------------------- |
| 2004 | O Come All Ye Faithful                   | Jeanette        | Grünes Häkchensymbol für ja |                             |
| 1988 | Odyssee zu neuen Sternen                 | Kristina Bach   | Grünes Häkchensymbol für ja |                             |
| 2000 | Oh Shit, I Love You                      | Jeanette        | Grünes Häkchensymbol für ja |                             |
| 2010 | Ohne dich (halt ichs nur mit Tränen aus) | Die Cappuccinos | Grünes Häkchensymbol für ja | Grünes Häkchensymbol für ja |
| 1999 | Old MacKenzie                            | Kristina Bach   | Grünes Häkchensymbol für ja | Grünes Häkchensymbol für ja |
| 2007 | Oui, je t’aime                           | Marielle        | Grünes Häkchensymbol für ja |                             |

## P
| Jahr | Titel                  | Interpret       | Autor                       | Produzent                   |
| ---- | ---------------------- | --------------- | --------------------------- | --------------------------- |
| 2007 | Papillon d’amour       | Marielle        | Grünes Häkchensymbol für ja |                             |
| 2011 | Party auf dem Mond     | Die Cappuccinos | Grünes Häkchensymbol für ja | Grünes Häkchensymbol für ja |
| 2013 | Party auf dem Mond     | Doktor Brille   | Grünes Häkchensymbol für ja |                             |
| 2011 | Pflaster für mein Herz | Die Cappuccinos | Grünes Häkchensymbol für ja | Grünes Häkchensymbol für ja |
| 2011 | Phänomen               | Helene Fischer  | Grünes Häkchensymbol für ja |                             |
| 2009 | Phoenix aus der Glut   | Michelle        | Grünes Häkchensymbol für ja | Grünes Häkchensymbol für ja |
| 2001 | Please Stay            | Jeanette        | Grünes Häkchensymbol für ja |                             |
| 1993 | Prinz Eisenherz        | Michelle        | Grünes Häkchensymbol für ja |                             |

## Q
| Jahr | Titel                               | Interpret     | Autor                       | Produzent |
| ---- | ----------------------------------- | ------------- | --------------------------- | --------- |
| 2004 | Que sera (aus Tränen wird man klug) | Kristina Bach | Grünes Häkchensymbol für ja |           |

## R
| Jahr | Titel                            | Interpret       | Autor                       | Produzent                   |
| ---- | -------------------------------- | --------------- | --------------------------- | --------------------------- |
| 2014 | Raphaela                         | Die Cappuccinos | Grünes Häkchensymbol für ja |                             |
| 2003 | Rebelution                       | Jeanette        | Grünes Häkchensymbol für ja |                             |
| 2005 | Reden ist Silber und Küssen Gold | Kristina Bach   | Grünes Häkchensymbol für ja | Grünes Häkchensymbol für ja |
| 2007 | Regenbogen in der Nacht          | Kristina Bach   | Grünes Häkchensymbol für ja |                             |
| 2009 | Reise durch die Zeit             | Michelle        | Grünes Häkchensymbol für ja | Grünes Häkchensymbol für ja |
| 2002 | Right Now                        | Jeanette        | Grünes Häkchensymbol für ja |                             |
| 2002 | Rock My Life                     | Jeanette        | Grünes Häkchensymbol für ja |                             |
| 2003 | Rockin’ on Heaven’s Floor        | Jeanette        | Grünes Häkchensymbol für ja |                             |
| 2004 | Run with Me                      | Jeanette        | Grünes Häkchensymbol für ja |                             |

## S
| Jahr | Titel                                               | Interpret         | Autor                       | Produzent                   |
| ---- | --------------------------------------------------- | ----------------- | --------------------------- | --------------------------- |
| 2012 | Sag es noch einmal                                  | Monika Martin     | Grünes Häkchensymbol für ja |                             |
| 2005 | Sail Away                                           | Kristina Bach     | Grünes Häkchensymbol für ja | Grünes Häkchensymbol für ja |
| 2010 | Salz deiner Tränen                                  | Michelle          | Grünes Häkchensymbol für ja | Grünes Häkchensymbol für ja |
| 1996 | Schade um das Salz der Tränen                       | Stefan Moll       | Grünes Häkchensymbol für ja |                             |
| 2007 | Schatten im Regenbogenland                          | Helene Fischer    | Grünes Häkchensymbol für ja |                             |
| 2008 | Schenk’ mir den letzten Tanz                        | Die Cappuccinos   | Grünes Häkchensymbol für ja |                             |
| 2007 | Schenkt mir Zeit                                    | Kristina Bach     | Grünes Häkchensymbol für ja |                             |
| 1997 | Schiffbruch in meiner Seele                         | Kristina Bach     | Grünes Häkchensymbol für ja |                             |
| 2002 | Schläft dein Herz bei ihr                           | Kristina Bach     | Grünes Häkchensymbol für ja |                             |
| 2008 | Schläft dein Herz noch bei mir                      | Kristina Bach     | Grünes Häkchensymbol für ja |                             |
| 1995 | Schmetterlinge sind frei                            | Michelle          | Grünes Häkchensymbol für ja |                             |
| 1993 | Schwindlig geküßt                                   | Michelle          | Grünes Häkchensymbol für ja |                             |
| 2011 | Seele unter Eis                                     | Annemarie Eilfeld | Grünes Häkchensymbol für ja | Grünes Häkchensymbol für ja |
| 2001 | Sei einfach du                                      | Kristina Bach     | Grünes Häkchensymbol für ja |                             |
| 1995 | Sei zärtlich, wenn du kommst (leise, wenn du gehst) | Michelle          | Grünes Häkchensymbol für ja |                             |
| 2009 | Seit diesem Sonntag (lebe ich)                      | Michelle          | Grünes Häkchensymbol für ja | Grünes Häkchensymbol für ja |
| 2000 | Sex Me Up                                           | Jeanette          | Grünes Häkchensymbol für ja |                             |
| 2010 | Sexy in der City                                    | Kristina Bach     | Grünes Häkchensymbol für ja | Grünes Häkchensymbol für ja |
| 2000 | She’s the Wind                                      | Jeanette          | Grünes Häkchensymbol für ja |                             |
| 2009 | Sie fühlt den Tango                                 | Michelle          | Grünes Häkchensymbol für ja | Grünes Häkchensymbol für ja |
| 1994 | Silbermond und Sternenfeuer                         | Michelle          | Grünes Häkchensymbol für ja |                             |
| 2011 | Single Hotel                                        | Die Cappuccinos   | Grünes Häkchensymbol für ja | Grünes Häkchensymbol für ja |
| 1999 | Single-Bells                                        | Kristina Bach     | Grünes Häkchensymbol für ja | Grünes Häkchensymbol für ja |
| 2002 | So Deep Inside                                      | Jeanette          | Grünes Häkchensymbol für ja |                             |
| 2009 | So fühlt sich Liebe an                              | Kristina Bach     | Grünes Häkchensymbol für ja | Grünes Häkchensymbol für ja |
| 2013 | So kann das Leben sein                              | Helene Fischer    | Grünes Häkchensymbol für ja |                             |
| 2006 | Solang dein Herz noch für mich schlägt              | Helene Fischer    | Grünes Häkchensymbol für ja |                             |
| 2011 | Solang’ ich atme                                    | Kristina Bach     | Grünes Häkchensymbol für ja | Grünes Häkchensymbol für ja |
| 2011 | Solitaire                                           | Kristina Bach     | Grünes Häkchensymbol für ja | Grünes Häkchensymbol für ja |
| 2010 | Sometimes Love                                      | Helene Fischer    | Grünes Häkchensymbol für ja |                             |
| 2006 | Sommer aus Licht                                    | Kristina Bach     | Grünes Häkchensymbol für ja |                             |
| 2007 | Sommer in St. Tropez                                | Marielle          | Grünes Häkchensymbol für ja |                             |
| 2017 | Sonne auf der Haut                                  | Helene Fischer    | Grünes Häkchensymbol für ja |                             |
| 2011 | Sonne im Gefühl                                     | Kristina Bach     | Grünes Häkchensymbol für ja | Grünes Häkchensymbol für ja |
| 2014 | Sonnenkönigstage                                    | Kristina Bach     | Grünes Häkchensymbol für ja | Grünes Häkchensymbol für ja |
| 2000 | Sonnentaucher                                       | Fernando Express  | Grünes Häkchensymbol für ja |                             |
| 2017 | Sowieso                                             | Helene Fischer    | Grünes Häkchensymbol für ja |                             |
| 1999 | Stern von Bethlehem                                 | Kristina Bach     | Grünes Häkchensymbol für ja | Grünes Häkchensymbol für ja |
| 2010 | Sternenkind                                         | Michelle          | Grünes Häkchensymbol für ja |                             |
| 1999 | Stille Nacht                                        | Kristina Bach     | Grünes Häkchensymbol für ja | Grünes Häkchensymbol für ja |
| 2001 | Stop                                                | Jeanette          | Grünes Häkchensymbol für ja |                             |
| 2002 | Sunny Day                                           | Jeanette          | Grünes Häkchensymbol für ja |                             |

## T
| Jahr | Titel                             | Interpret        | Autor                       | Produzent                   |
| ---- | --------------------------------- | ---------------- | --------------------------- | --------------------------- |
| 2009 | Tagebuch einer Chaos-Queen        | Kristina Bach    | Grünes Häkchensymbol für ja | Grünes Häkchensymbol für ja |
| 2000 | Take Care                         | Jeanette         | Grünes Häkchensymbol für ja |                             |
| 2001 | Tak’n Your Heart                  | Jeanette         | Grünes Häkchensymbol für ja |                             |
| 1999 | Tango auf meiner Haut             | Kristina Bach    | Grünes Häkchensymbol für ja | Grünes Häkchensymbol für ja |
| 2010 | Tanz auf dem Seil                 | Kristina Bach    | Grünes Häkchensymbol für ja | Grünes Häkchensymbol für ja |
| 2006 | Tanz im Feuer                     | Kristina Bach    | Grünes Häkchensymbol für ja |                             |
| 2007 | Tauch in ein Gefühl               | Mireille Mathieu | Grünes Häkchensymbol für ja |                             |
| 2002 | Tauch in mein Gefühl              | Kristina Bach    | Grünes Häkchensymbol für ja | Grünes Häkchensymbol für ja |
| 2007 | Tausend Fenster                   | Kristina Bach    | Grünes Häkchensymbol für ja |                             |
| 1999 | Tausend kleine Winterfeuer        | Kristina Bach    | Grünes Häkchensymbol für ja | Grünes Häkchensymbol für ja |
| 2004 | Tausend Tränen tief               | Kristina Bach    | Grünes Häkchensymbol für ja |                             |
| 2002 | Tell Me                           | Jeanette         | Grünes Häkchensymbol für ja |                             |
| 2003 | Tellin’ You Goodbye               | Jeanette         | Grünes Häkchensymbol für ja |                             |
| 2004 | The Infant Light                  | Jeanette         | Grünes Häkchensymbol für ja |                             |
| 2002 | Tief in mir hab ich es nie bereut | Kristina Bach    | Grünes Häkchensymbol für ja | Grünes Häkchensymbol für ja |
| 2000 | Time Is on My Side                | Jeanette         | Grünes Häkchensymbol für ja |                             |
| 2002 | To Fall in Love                   | Jeanette         | Grünes Häkchensymbol für ja |                             |
| 2010 | Total verliebt                    | Die Cappuccinos  | Grünes Häkchensymbol für ja | Grünes Häkchensymbol für ja |
| 2010 | Tour d’amour                      | Kristina Bach    | Grünes Häkchensymbol für ja | Grünes Häkchensymbol für ja |
| 2007 | Tränen                            | Marielle         | Grünes Häkchensymbol für ja |                             |
| 2007 | Tränen machen stark               | Kristina Bach    | Grünes Häkchensymbol für ja |                             |
| 1995 | Traumtänzerball                   | Michelle         | Grünes Häkchensymbol für ja |                             |
| 2014 | Traumtänzerball                   | Kristina Bach    | Grünes Häkchensymbol für ja | Grünes Häkchensymbol für ja |
| 2003 | True Blue Heroes                  | Jeanette         | Grünes Häkchensymbol für ja |                             |

## U
| Jahr | Titel                                        | Interpret                                                       | Autor                       | Produzent                   |
| ---- | -------------------------------------------- | --------------------------------------------------------------- | --------------------------- | --------------------------- |
| 2007 | Über alle 7 Meere                            | Fernando Express                                                | Grünes Häkchensymbol für ja |                             |
| 1993 | Und die Nacht wird schweigen                 | Michelle                                                        | Grünes Häkchensymbol für ja |                             |
| 1992 | Und heut’ Nacht will ich tanzen              | Michelle                                                        | Grünes Häkchensymbol für ja |                             |
| 2009 | Und wenn die ganze Welt noch heute untergeht | Michelle                                                        | Grünes Häkchensymbol für ja | Grünes Häkchensymbol für ja |
| 2009 | Und wenn die ganze Welt noch heute untergeht | Michelle & Kristina Bach                                        | Grünes Häkchensymbol für ja | Grünes Häkchensymbol für ja |
| 2010 | Und wenn die ganze Welt noch heute untergeht | Liliane Saint-Pierre & Mieke (Liedtitel: Naar het sterrenlicht) | Grünes Häkchensymbol für ja |                             |
| 2010 | Ungeküsst                                    | Die Cappuccinos                                                 | Grünes Häkchensymbol für ja | Grünes Häkchensymbol für ja |
| 2010 | Ungeschminkte Haut                           | Michelle                                                        | Grünes Häkchensymbol für ja | Grünes Häkchensymbol für ja |
| 1993 | Unschlagbar sanft                            | Michelle                                                        | Grünes Häkchensymbol für ja |                             |
| 2002 | Unsre Sterne verglühn                        | Kristina Bach                                                   | Grünes Häkchensymbol für ja | Grünes Häkchensymbol für ja |
| 2001 | Unverschämte blaue Augen                     | Kristina Bach                                                   |                             | Grünes Häkchensymbol für ja |
| 2002 | Upright                                      | Jeanette                                                        | Grünes Häkchensymbol für ja |                             |

## V
| Jahr | Titel                                    | Interpret                                          | Autor                       | Produzent                   |
| ---- | ---------------------------------------- | -------------------------------------------------- | --------------------------- | --------------------------- |
| 2004 | Verdammt, das muss Liebe sein            | Bernhard Brink                                     | Grünes Häkchensymbol für ja |                             |
| 2008 | Vergeben, vergessen und wieder vertrau’n | Helene Fischer                                     | Grünes Häkchensymbol für ja |                             |
| 2013 | Verliebt, verspielt, verlorn             | Die Cappuccinos                                    | Grünes Häkchensymbol für ja |                             |
| 1993 | Verrückter Mond                          | Michelle                                           | Grünes Häkchensymbol für ja |                             |
| 2009 | Verzeih, dass ich dich liebe             | Die Cappuccinos                                    | Grünes Häkchensymbol für ja |                             |
| 2001 | Viel zu schön, um brav zu sein           | Oliver Thomas                                      | Grünes Häkchensymbol für ja |                             |
| 1993 | Viel zu tief                             | Michelle                                           | Grünes Häkchensymbol für ja |                             |
| 2011 | Villa in der Schlossallee                | Helene Fischer                                     | Grünes Häkchensymbol für ja |                             |
| 2006 | Von hier bis unendlich                   | Helene Fischer                                     | Grünes Häkchensymbol für ja |                             |
| 2010 | Von hier bis unendlich                   | Helene Fischer (Liedtitel: From Here Till Forever) | Grünes Häkchensymbol für ja |                             |
| 2013 | Von hier bis unendlich                   | Sasha & Davy (Liedtitel: Van hier naar oneindig)   | Grünes Häkchensymbol für ja |                             |
| 1999 | Voulez-vous coucher oder was?!           | Kristina Bach                                      | Grünes Häkchensymbol für ja | Grünes Häkchensymbol für ja |
| 2007 | Voulez-vous danser                       | Marielle                                           | Grünes Häkchensymbol für ja |                             |

## W
| Jahr | Titel                                    | Interpret                       | Autor                       | Produzent                   |
| ---- | ---------------------------------------- | ------------------------------- | --------------------------- | --------------------------- |
| 2000 | Wach’ auf & fang mal an zu träumen       | Stefanie Hertel                 | Grünes Häkchensymbol für ja |                             |
| 2002 | Wahre Lügen                              | Kristina Bach                   | Grünes Häkchensymbol für ja | Grünes Häkchensymbol für ja |
| 2009 | Wär’ ich doch in ihrer Haut              | Kristina Bach                   | Grünes Häkchensymbol für ja | Grünes Häkchensymbol für ja |
| 1993 | Warum fragst du nie                      | Kristina Bach                   | Grünes Häkchensymbol für ja |                             |
| 2006 | Warum geh’n, wenn man fliegen kann       | Kristina Bach                   | Grünes Häkchensymbol für ja |                             |
| 2007 | Warum sind die Sterne stumm              | Marielle                        | Grünes Häkchensymbol für ja |                             |
| 1994 | Was bleibt, ist die Musik                | Kristina Bach                   | Grünes Häkchensymbol für ja |                             |
| 1999 | Was eine Frau so alles träumt…           | Kristina Bach                   | Grünes Häkchensymbol für ja |                             |
| 1999 | Was ich dir nie sagen konnte             | André Stade                     | Grünes Häkchensymbol für ja |                             |
| 1999 | Was machst du da?                        | Kristina Bach                   | Grünes Häkchensymbol für ja |                             |
| 2003 | We Are the Living                        | Jeanette                        | Grünes Häkchensymbol für ja |                             |
| 1999 | Weihnacht zu Haus                        | Kristina Bach                   | Grünes Häkchensymbol für ja | Grünes Häkchensymbol für ja |
| 2007 | Weihnachtsmann sucht Weihnachtsfrau      | Kristina Bach                   | Grünes Häkchensymbol für ja |                             |
| 2009 | Wenn die ganze Welt noch heute untergeht | Kristina Bach                   | Grünes Häkchensymbol für ja | Grünes Häkchensymbol für ja |
| 1997 | Wenn du eine Frau liebst                 | Kristina Bach                   | Grünes Häkchensymbol für ja |                             |
| 2007 | Wenn du lachst, regnet’s Sterne          | Marielle                        | Grünes Häkchensymbol für ja |                             |
| 2010 | Wenn du mich noch liebst                 | Kristina Bach                   | Grünes Häkchensymbol für ja | Grünes Häkchensymbol für ja |
| 2000 | Wenn du willst, bleib’ ich für immer     | Fernando Express                | Grünes Häkchensymbol für ja |                             |
| 2006 | Wenn ich geh                             | Kristina Bach                   | Grünes Häkchensymbol für ja |                             |
| 2010 | Wenn Susanna heimlich weint              | Die Cappuccinos                 | Grünes Häkchensymbol für ja | Grünes Häkchensymbol für ja |
| 2010 | Wer küsst dich in den Schlaf             | Die Cappuccinos                 | Grünes Häkchensymbol für ja | Grünes Häkchensymbol für ja |
| 1995 | Wer rettet mich vor deiner Liebe         | Kristina Bach                   | Grünes Häkchensymbol für ja |                             |
| 2002 | Wer, wenn nicht wir                      | Kristina Bach                   | Grünes Häkchensymbol für ja |                             |
| 2010 | Wie fühlt sich das an?                   | Kristina Bach                   | Grünes Häkchensymbol für ja | Grünes Häkchensymbol für ja |
| 2013 | Wie geil ist das denn?                   | Die Cappuccinos                 | Grünes Häkchensymbol für ja |                             |
| 2010 | Wie spricht man einen Engel an           | Die Cappuccinos                 | Grünes Häkchensymbol für ja | Grünes Häkchensymbol für ja |
| 2010 | Wie viel Liebe braucht ein Leben         | Michelle                        | Grünes Häkchensymbol für ja | Grünes Häkchensymbol für ja |
| 1993 | Wilde Träume                             | Michelle                        | Grünes Häkchensymbol für ja |                             |
| 2000 | Will You Be There                        | Jeanette                        | Grünes Häkchensymbol für ja |                             |
| 2006 | Willkommen im Club                       | Kristina Bach                   | Grünes Häkchensymbol für ja |                             |
| 1985 | Willst du geh’n                          | Kristina Bach                   | Grünes Häkchensymbol für ja |                             |
| 2002 | Win Your Love                            | Jeanette                        | Grünes Häkchensymbol für ja |                             |
| 2007 | Winter in Venedig                        | Kristina Bach                   | Grünes Häkchensymbol für ja |                             |
| 1999 | Winterträume                             | Kristina Bach                   |                             | Grünes Häkchensymbol für ja |
| 2010 | Wir feiern heut das Leben                | Kristina Bach & Die Cappuccinos | Grünes Häkchensymbol für ja | Grünes Häkchensymbol für ja |
| 2007 | Wo das Leben tanzt                       | Helene Fischer                  | Grünes Häkchensymbol für ja |                             |
| 2000 | Wo der Himmel die Erde küsst             | Fernando Express                | Grünes Häkchensymbol für ja |                             |

## Y
| Jahr | Titel                    | Interpret     | Autor                       | Produzent |
| ---- | ------------------------ | ------------- | --------------------------- | --------- |
| 1997 | Yo amo la noche          | Kristina Bach | Grünes Häkchensymbol für ja |           |
| 2001 | You Call Me on the Phone | Jeanette      | Grünes Häkchensymbol für ja |           |
| 2002 | You’re Nothing Better    | Jeanette      | Grünes Häkchensymbol für ja |           |

## Z
| Jahr | Titel                               | Interpret         | Autor                       | Produzent                   |
| ---- | ----------------------------------- | ----------------- | --------------------------- | --------------------------- |
| 2008 | Zärtlichkeit in kleinen Raten       | Stefanie Hertel   | Grünes Häkchensymbol für ja |                             |
| 1994 | Zauberküsse                         | Kristina Bach     | Grünes Häkchensymbol für ja |                             |
| 2008 | Zaubermond                          | Helene Fischer    | Grünes Häkchensymbol für ja |                             |
| 2011 | Zerreiß die Zeit                    | Annemarie Eilfeld | Grünes Häkchensymbol für ja | Grünes Häkchensymbol für ja |
| 2010 | Zieh vor dir selber den Hut         | Michelle          | Grünes Häkchensymbol für ja | Grünes Häkchensymbol für ja |
| 2011 | Zieh vor dir selber den Hut         | Annemarie Eilfeld | Grünes Häkchensymbol für ja | Grünes Häkchensymbol für ja |
| 2007 | Zu nah am Feuer                     | Jessica Ming      | Grünes Häkchensymbol für ja |                             |
| 2010 | Zum siebten Himmel                  | Die Cappuccinos   | Grünes Häkchensymbol für ja | Grünes Häkchensymbol für ja |
| 2007 | Zünd’ einen Stern in Kinderaugen an | Kristina Bach     | Grünes Häkchensymbol für ja |                             |
| 2010 | Zuviel Make-up auf der Seele        | Die Cappuccinos   | Grünes Häkchensymbol für ja | Grünes Häkchensymbol für ja |
| 2007 | Zwischen Himmel und Erde            | Helene Fischer    | Grünes Häkchensymbol für ja |                             |
| 2006 | Zwischen Himmel und Liebe           | Kristina Bach     | Grünes Häkchensymbol für ja |                             |